# Mefkura

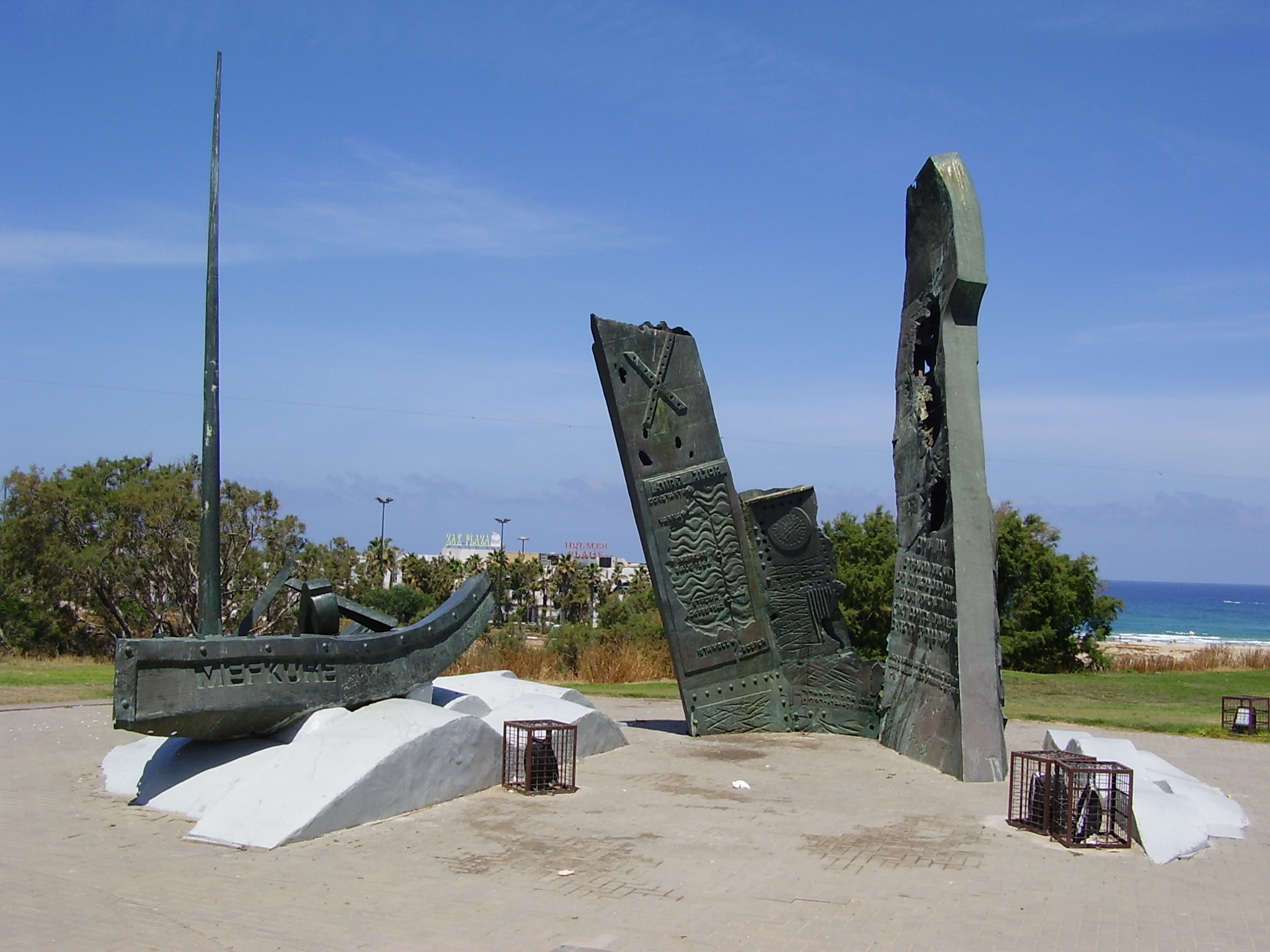
Památník lodím Struma a Mefkura v izraelském Ašdodu

Mefkura (někdy též Mefkure) byl motorový škuner objednaný pro převoz židovských uprchlíků z Rumunska do Istanbulu během druhé světové války. Loď plula pod vlajkami Turecka a Červeného kříže, 5. srpna 1944 byla potopena sovětskou nebo německou ponorkou a z celkového počtu 350 cestujících jich přežilo pouhých 5.

## Plavba
Loď opustila přístav v Konstantě před úsvitem 5. srpna 1944 společně s loděmi Bulbul a Morina. Na její palubě byli kromě rumunských Židů rovněž židovští uprchlíci z Polska a Maďarska. Doprovod jim poskytlo německé námořnictvo (Kriegsmarine), které pomocí signálních vlajek usnadnilo jejich odplutí z přístavu a jeho zaminovaného okolí. Po půlnoci byla loď osvětlena světlicemi z neznámého plavidla. Nedokázala se však identifikovat a pokračovala v plavbě. Následně na ni byla zahájena palba a začala hořet. Kapitánovi a šesti členům posádky se podařilo uprchnout v záchranném člunu, avšak z pasažérů se zachránilo pouze 5 z celkového počtu 350. Buď uhořeli přímo na lodi, otrávili se zplodinami, případně se utopili nebo byli zastřeleni ve vodě. Zmíněným pěti přeživším se podařilo doplavat k lodi Bulbus. I ta byla zadržena, ale po identifikaci ji bylo umožněno plout dál. Pasažéři z lodí Bulbul a Morina se dostali do Turecka, odkud pokračovali po souši do britské mandátní Palestiny.

## Příčiny potopení
Loď byl potopena torpédy vypálenými z ponorky, a to mezi 1.20 až 1.57 moskevského času v Černém moři. Historici se při určení původce útoku různí. Viníkem mohla být sovětská ponorka Šč 215. Podle jiné teorie byla loď potopena německou ponorkou, což měli uvádět i někteří z přeživších z Mefkury. Podrobně se příčinám potopení lodi věnuje Albert Finkelstein ve své knize The Mefkure Tragedy: an Inquiry into the Slayers' Identity, jehož sestra byla jednou z obětí. V knize rozebírá sovětský i německý podíl na potopení lodi, přičemž vychází jak z německých, tak sovětských zdrojů. Tyto mají naznačovat, že loď potopila uvedená sovětská ponorka pod vedením kapitána Strižaka. Filkensteinův závěr však, i vzhledem k výpovědi přeživších, označuje za viníka německou stranu.
V roce 2003 byl na hřbitově Giurgiului, nacházejícím se jižně od rumunské Bukurešti, vztyčen památník obětem z Mefkury.